# Llinda de l'habitatge al carrer Sant Josep, 59 (Calella)
La Llinda de l'habitatge al carrer Sant Josep, 59 és una obra del municipi de Calella (Maresme) inclosa en l'Inventari del Patrimoni Arquitectònic de Catalunya.

## Descripció
Llinda gravada a la porta d'accés d'una casa neoclàssica. L'edifici és de tres pisos amb finestres de motllures de factura clàssica. La llinda gravada pertany a la porta d'entrada del carrer Sant Josep. Gravada hi ha la data de construcció de l'edifici, el 1763, en un rombe, entre dues creus i sota d'una altra circumscrita en un cercle. El dibuix sembla representar el mont calvari amb les creus laterals dels lladres i la de Crist al centre.